# غضروف ليفي

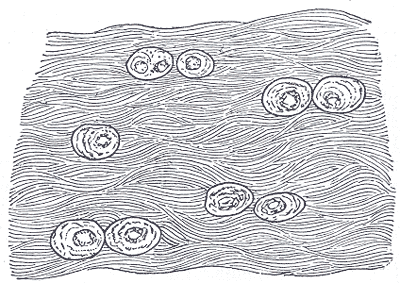
غضروف ليفي من بين الفقرات

الغضروف الليفي (بالإنجليزية: Fibrocartilage)‏ يتكون من خليط من نسيج ليفي أبيض ونسيج غضروفي بنسب مختلفة، وهو النوع الوحيد للغضروف الذي يحوي النوع كولاجن 1 بالإضافة للنوع 2 العادي. ويوجد هذا النوع من الغضاريف في الأقراص بين الفقارية (بالإنجليزية: intervertebral discs)‏ وكذلك في منطقة الارتفاق العاني (بالإنجليزية: pubic symphysis)‏.
تتكون هذه الغضاريف من كمية كبيرة من النسيج الليفي الأبيض الكثيف، ينتشر بينها مجموعات صغيرة من الخلايا الغضروفية الصغيرة وتتوج من جوانبها بالقالب، يوجد هذا النوع من الغضاريف الليفية البيضاء بين الفقرات بشكل أقراص تسمى بالأقراص بين الفقرية وتوجد أيضاً في مفصل الركبة وهي الغضاريف التي كثيراً ما تتمزق أو تُزاح، وتوجد بين عظم الترقوة وعظم القص في المفصل القصي الترقوي الرسغي.